# 69-й окремий стрілецький батальйон (Україна)
69-й окремий стрілецький батальйон (69 ОСБ, в/ч A4612) — військовий підрозділ у структурі Сухопутних військ ЗСУ.

## Історія
Станом на жовтень 2022 року частини батальйону були під Бахмутом.
12 грудня 2022 року Том Купер проаналізував опублікований росіянами папірець з номерами частин, які нібито перебували у Бахмуті та його околицях. Там було вказано 9 бригад і 8 батальйонів, серед яких був і номер 69-го батальйону, який був підпорядкований 93 ОМБр. Це мало становити 30—50 тисяч осіб для 70—100% штату частин. За словами Купера, така значна кількість українських військ є малоймовірною, бо багато частин не перебувають у повному складі на лінії фронту. Росіяни ж, за його словами, раділи тому, що знають номери частин супротивника.

## Втрати
- Костянтин Соколов, ст.лейтенант, ком.роти, 18 жовтня 2022[2][3]